# ویلیس رپیون
ویلیس رپیون (انگلیسی: Willis Rippon; ۱۵ مهٔ ۱۸۸۶ – ۱۶ مارس ۱۹۵۶) بازیکن فوتبال اهل بریتانیا بود.
از باشگاه‌هایی که در آن بازی کرده‌است می‌توان به باشگاه فوتبال برنتفورد، باشگاه فوتبال بریستول سیتی، باشگاه فوتبال آرسنال، و باشگاه فوتبال گریمزبی تاون اشاره کرد.